# Белведур
Белведур (словен. Belvedur, итал. Belvedere) је насељено место у словеначкој општини Копар у покрајини Приморска која припада Обално-Крашкој регији.

## Географија
Заселак Белведур се налази у јужном делу Шарвинског брда. Подигнут је на гребену. Са западне стране га окружује горњи ток реке Драгоње, а са источне долина потока Малинска. Простире на површини од 0,72 км², на надморској висини од 402,8 метра.

## Становништво
По попису становништва 2011. Белведур је имао 3 становника.
| Број становника по пописима | Број становника по пописима | Број становника по пописима |
| --------------------------- | --------------------------- | --------------------------- |
| 1991                        | 2002                        | 2011                        |
| 6                           | 12                          | 3                           |